# Scelio facialis
Scelio facialis är en stekelart som beskrevs av Jean-Jacques Kieffer 1916. Scelio facialis ingår i släktet Scelio och familjen Scelionidae. Inga underarter finns listade i Catalogue of Life.